# Love Letter (singel Nick Cave and the Bad Seeds)
Love Letter – singel zespołu Nick Cave and the Bad Seeds promujący album No More Shall We Part. Utwór został wydany w wersji CD z okazji serii koncertów grupy w Australii.
Producenci muzyczni:  Nick Cave and the Bad Seeds i Tony Cohen

## Spis utworów
1. „Love Letter (album version)”
2. „Fifteen Feet of Pure White Snow (Westside session)”
3. „And No More Shall We Part (Westside Session)”
4. „God Is in the House (Westside session)”
5. „We Came Along This Road (Westside session)”